# 丁立国
丁立国（1970年—），河北丰润人，汉族，中华人民共和国政治人物、第十一届全国人民代表大会河北地区代表。
毕业于河北理工大学机械制造专业。担任河北唐山立国实业集团公司（上海德龍鋼鐵集團有限公司前身）董事长。2000年，兼邢台德龙钢铁实业有限公司董事长。2008年起担任全国人大代表。